# Tužina
Tužina (in ungherese Kovácspalota, in tedesco Schmidtsheiss, Schmiedshau o Schmidts Haj) è un comune della Slovacchia facente parte del distretto di Prievidza, nella regione di Trenčín.